# Florida Department of Education
Le Florida Department of Education (FLDOE), fondé en 1870, est l'agence de l'État de Floride, chargée de l'éducation publique.